# Демократичний союз (Україна)
Демократичний союз — політична партія в Україні, зареєстрована в червні 1999 року.
На парламентських виборах 30 березня 2002 року разом з Демократичною партією України партія отримала 0,87 % голосів виборців і 4 (в одномандатному окрузі) депутатських мандата з 450. У подальших загальнонаціональних виборах партія участі не брала.